# 姨捨山冠着宮遙拝所
姨捨山冠着宮遙拝所（おばすてやまかむりきぐうようはいじょ）は、更級郡更級村初代村長の塚田小右衛門雅丈が、「実ノ姨捨山」は冠着山である事を周知させるために行った冠着山復権運動の一環として建設された遙拝所群である。
各遙拝所には、石碑が建てられ、古の歌人が詠んだ姨捨山や田毎の月に関する歌などの碑文が刻まれている。

## 遙拝所の一覧
- 麻績村遙拝所
  - 麻績村、叶里地区と上町の界、「ガッタリ」地籍。
- 稲荷山町遙拝所
  - 千曲市、治田町公民館前の辺り。道路拡張のため、現在は治田公園内に石碑が移設されている。
- 坂城村遙拝所
  - 坂城町刈屋原、横吹公園内。